# Fraunhofer-Institut für Silicatforschung

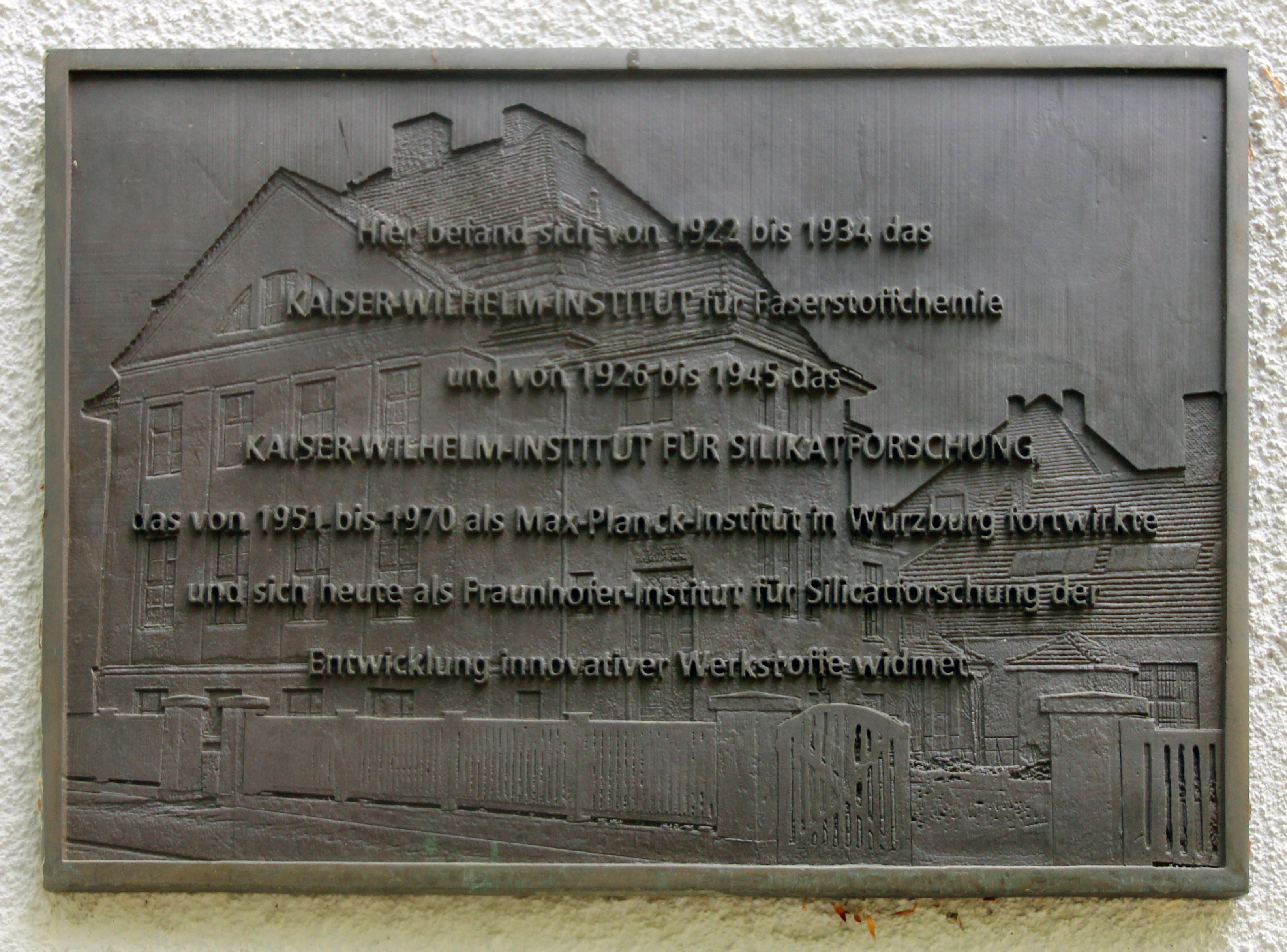
Gedenktafel am Haus, Faradayweg 16, in Berlin-Dahlem

Das Fraunhofer-Institut für Silicatforschung ISC – kurz »Fraunhofer ISC« – ist eine Einrichtung der Fraunhofer-Gesellschaft zur Förderung der angewandten Forschung e. V. Arbeitsschwerpunkte des Instituts sind Materialforschung und Verfahrensentwicklung, mit Fokus auf Batterieforschung, materialbasierte Lösungen für Biomedizin und Pharmaforschung, umweltgerechte Materialien und Verfahren, Bioökonomie sowie die Integration Künstlicher Intelligenz und Automation in der Materialentwicklung und -herstellung.
Hauptsitz ist Würzburg, hier ist auch das zugehörige Fraunhofer-Translationszentrum für Regenerative Therapien angesiedelt, weitere Standorte sind Bronnbach/Wertheim (Zentrum für Kulturgüterschutz und Konservierungsforschung, Center for Device Development) und Bayreuth (Fraunhofer-Zentrum für Hochtemperatur-Leichtbau HTL) sowie Münchberg (Fraunhofer-Anwendungszentrum Textile Faserkeramik, in Zusammenarbeit mit der Hochschule Hof).
Das Fraunhofer ISC hat eine lange Historie als Materialforschungsinstitut, die auch in Buchform aufbereitet wurde. Seit 2006 wird das Institut von Gerhard Sextl geleitet, der auch den Lehrstuhl für Chemische Technologie der Materialsynthese an der Universität Würzburg innehat.

## Geschichte
1926 wurde das Kaiser-Wilhelm-Institut für Silikatforschung in Berlin-Dahlem 1926 von Wilhelm Eitel gegründet. Im Oktober 1943 wurde es kriegsbedingt nach Unterfranken und in die Rhön verlagert. Am 1. April 1948 wurde, nachdem der bayerische Landtag die Ansiedelung in Würzburg beschlossen hatte, die Einrichtung als Max-Planck-Institut für Silikatforschung neugegründet. Von 1951 bis 1969 war Adolf Dietzel der Direktor des Institutes.
Im Jahr 1952 erfolgte die feierliche Eröffnung am heutigen Standort durch den damaligen Präsidenten der Max-Planck-Gesellschaft Otto Hahn. 1955 initiierte Dietzel eine eigene Abteilung für Kristallkunde am Institut. 1958 wurde das Institut mit einem Ostflügel und einer Glasschmelzhalle erweitert. Die Fraunhofer-Gesellschaft übernahm 1971 das Institut, nun erstmals unter der Kurzbezeichnung ISC. Institutsleiter wurde Horst Scholze, ein renommierter Glaswissenschaftler, der das Arbeitsspektrum durch die neue Materialklasse der Ormosile erweiterte. 1986 wurde eine Erweiterung, das Technikum, erbaut. Dort wurden unter anderem Anlagen zur Lacksynthese eingerichtet.
Im Jahr 1995 nahm das Institut eine weitere Einrichtung im Kloster Bronnbach bei Wertheim in Betrieb und etablierte dort unter dem Außenstellenleiter Dieter R. Fuchs eine Arbeitsgruppe für Kulturgüterschutz und Konservierungsforschung. 2005 und 2006 wurde das Technikum II errichtet, welches sich auf die Herstellung hochtemperaturbeständiger keramischer Verstärkungsfasern stützt. 2006 wurde in Bayreuth die Fraunhofer-Projektgruppe für Keramische Verbundstrukturen gegründet und an das Fraunhofer ISC angegliedert. Die Projektgruppe wurde 2012 zusammen mit zwei Arbeitsgruppen aus dem Fraunhofer ISC in das Fraunhofer-Zentrum für Hochtemperatur-Leichtbau (HTL) überführt.
2011 wurde die Fraunhofer-Projektgruppe für Wertstoffkreisläufe und Ressourcenstrategie IWKS in Alzenau gegründet und 2012 mit einem weiteren Standort in Hanau ausgebaut. Im Fokus der Projektgruppe ist die Entwicklung von Ressourcenstrategien, Recyclingtechnologien und Substitutionsverfahren, um eine nachhaltige Nutzung von Ressourcen zu ermöglichen.
2011 und 2012 erfolgte eine Erweiterung des Instituts um etwa 3.000 Quadratmeter, dem Technikum III. Für den Erweiterungsbau wurden innovative Technologien installiert, darunter Solartechnik sowie Bauteiltemperierung. Im neuen Technikum III sind Einrichtungen zur Entwicklung von Materialien für die regenerative Medizin und neuer Energiespeichersysteme geplant.
2015 wurde ein Labor- und Technikumsgebäude für das Fraunhofer-Zentrum HTL in Bayreuth eröffnet.
Zum 1. August 2017 wurde das Fraunhofer-Translationszentrum für Regenerative Therapien TLZ-RT, Würzburg, in das Fraunhofer ISC integriert. Das Fraunhofer-Translationszentrum arbeitet an neuen materialbasierten Therapieformen, die körpereigene Heilungsprozesse in Gang setzen. Mit der Integration wurde der Arbeitsbereich Gesundheit des Fraunhofer ISC fachlich ausgebaut und wuchs um rund 50 Mitarbeitende aus Biotechnologie, Materialforschung und Medizin.
Zum 8. April 2019 wurde die unter dem Dach des Fraunhofer ISC gegründete Projektgruppe für Wertstoffkreisläufe und Ressourcenstrategie IWKS an ihren Standorten in Alzenau und Hanau in eine eigenständige Fraunhofer-Einrichtung unter dem Namen Fraunhofer IWKS überführt.
Am 12.  April  2019  wurde am Standort Bayreuth der  Neubau  für  eine  europaweit  einzigartige  Pilotanlage zur Herstellung von Siliciumcarbidfasern am Fraunhofer-Zentrum für Hochtemperatur-Leichtbau HTL eröffnet.

## Forschungsbereiche und Arbeitsschwerpunkte
Energie
- Erneuerbare Energien: funktionale Beschichtungen (Windkraft, Photovoltaik, Solarthermie), Speicherkomponenten, Energy Harvesting, Schutzlacke, Sensorik
- Energiespeicherung: Materialien/Komponenten für Batterien/Supercaps, thermische Energiespeicherung, Analytik/Tests von Batterien/Komponenten,
- Energieeffizienz: Messtechnik und Prozessoptimierung für Hochtemperaturprozesse, Wärmedämmung, Effizienzsteigerung von Beleuchtungssystemen und Leuchtmitteln, funktionale Beschichtungen (Transmissionssteigerung, Staubabweisung, Elektrochromie)

Gesundheit
- Dental/Medizin: Multifunktionelle Komposite und Adhäsivsysteme für die Restauration/Prophylaxe/Regeneration, Dentalglaskeramik, (bio-/aktiv) funktionalisierte teildegradierbare Template/Scaffolds in Verb. mit 2D-/3D-Strukturierung, Peptid-basierte Materialentwicklung
- Regenerative Medizin: Regenerative Therapien, Gewebemodelle, bioaktive Materialien, Wundeinlagen, Tissue engineering – Trägerstrukturen
- Diagnostik/Theranostik auf Basis funktionalisierter Nanopartikel
- Medizintechnik: Aktorik und Sensorik für Prothetik, Orthetik, Smart Implants und Rehabilitation, Gerätebau
- Charakterisierung und Bildgebung
- Wirkstoffscreening, In-vitro-Testverfahren auf der Basis menschlicher Zellen und im Bioreaktor hergestellter Gewebestrukturen, Konzeption und Durchführung präklinischer und klinischer Studien

Umwelt
- Ressourceneffizienz: effizienter Materialeinsatz, Sekundärrohstoffe, Wertstoffkreisläufe, Werkstoffsubstitution, Verfahrensentwicklung
- Oberflächenschutz und -veredlung: Kratzschutz, Korrosionsschutz (Schutzschichten, Korrosionsverhalten, Korrosionstest), Oberflächenfunktionalisierung (antistatisch, Tropfschutz, leichte Reinigung, antimikrobiell), Farbgebung, Reflexionsminderung; Beschichtungstechnologie, Härtungsverfahren, Schichtcharakterisierung, Upscaling Materialherstellung und Beschichtungsverfahren
- Bauen und Wohnen: Zement/Beton/Gips (Abbindeverhalten, Sekundärrohstoffe, Additive, Analytik), Wärmedämmung/-speicherung, Fensterglas, Raumklima/-beleuchtung (elektrochrome Schichten, Verringerung Schadstoffemissionen, Katalyse), Sensorik
- Verpackung: Glasverpackungen (Pharma), Analytik (z. B. hydrolytische Beständigkeit), Hochbarriereschichten (z. B. Sauerstoff, Wasserdampf, Fett, Öl) für Verpackungsmaterialien (Karton, Papier, Kunststoff), Verkapselungsverfahren und -materialien (wässrige und ölige Inhalte, z. B. für Kosmetik)

Spezialgebiete
- Glas: Behälterglas, Flachglas (Architektur, Fenster, Automobil), Glaslote, Spezialglas, Schmelztechnologie, Herstellung von Glasschmelzen in kleinen Mengen, Glaskeramik, Analytik
- Intelligente Werkstoffe mit schaltbaren Eigenschaften: Aktorik/Sensorik, Bewegungssteuerung/Dämpfung, steuerbare Haptik, Smart Soft Materials (magnetorheologische Flüssigkeiten und Elastomere, dielektrische und leitfähige Elastomere), Elektrochromie
- Optik und Elektronik: Mikroelektronik/Packaging (elektrische/optische Aufbau- und Verbindungstechnik, gedruckte/flexible Elektronik, Funktionsmaterialien für µ-Smart Systems, sensorische Systeme, System-in-Chip/System-in-Package, Schutzlacke), Displays (transparent conductive oxides, amorphous semiconductor oxides), Halbleiterelektronik (Funktionsresiste), Photonik (Mikrooptik, photonische Strukturen, Ein- und Auskoppelschichten, Wellenleiter)
- Maschinen- und Anlagenbau: Sonderanlagen und Forschungsgeräte (Mechatronik und Robotik, Sensorik, Aktorik), Hochtemperatur-Messtechnik, Volumetrie
- Materialanalytik/Werkstoffcharakterisierung/Werkstoffprüfung: Thermische Analytik, mikroskopische Analytik, Oberflächenanalytik, chemische Analytik, chemisch-physikalische Werkstoffcharakterisierung/-prüfung (Eigenschaftsanalytik), Schadensanalytik, Präparation
- Spezialchemie: Herstellung von Kleinchargen/Auftragssynthesen, multifunktionelle Silane/Harze/Hybridpolymere/Komposite/Lacke

## Kooperationen
Das Fraunhofer ISC eingebunden in ein Netzwerk verschiedener Initiativen und Verbände zur Förderung des Wissenstransfers und der Zusammenarbeit im Bereich der Materialforschung und -entwicklung wie beispielsweise Bayern Innovativ, NanoMat, Materials Valley, Deutsche Gesellschaft für Chemische Technik und Biotechnologie e. V. (DECHEMA) und weiteren, spezifischen Forschungsthemen zugeordneten. Außerdem ist das Institut Mitglied des Wilhelm Conrad Roentgen Research Center for Complex Material Systems (RCCM) an der Universität Würzburg.
Innerhalb der Fraunhofer-Gesellschaft ist das Institut Mitglied im Verbund Werkstoffe, Bauteile - Materials sowie in den Fraunhofer-Allianzen Batterien und Energie.
Projektbezogen bestehen Kooperationen mit außeruniversitären Forschungseinrichtungen, Universitäten und Unternehmen im In- und Ausland.

## Infrastruktur
Das Institut verfügt über Labor- und Technikumseinrichtungen für die Entwicklung von nichtmetallischen Werkstoffen wie technischen Gläsern, technischer Keramik und Spezialkunststoffen bis hin zur Herstellung und Verarbeitung im Pilotmaßstab. Für analytische Fragestellungen rund um Materialentwicklung und Produktion stehen rund 50 Verfahren mit entsprechender Expertise zur Verfügung.
- Akkreditiertes Zentrum für Angewandte Analytik (Chemische und Instrumentelle Analytik)
- Geräte zur Entwicklung, Herstellung und Charakterisierung von Werkstoffen für den Hochtemperaturleichtbau
- Synthese-Technikum für anorganische Polymere (Produktion spinnbarer Vorstufen für die Herstellung von Keramikfasern)
- Spinntechnikum für hochtemperaturbeständige Keramikfasern
- Pilotanlage zur Herstellung von anorganischen Fasern mit definiertem Abbauverhalten (für Tissue Engineering und Wundauflagen)
- Prozessüberwachung und 3D-Schadensanalyse u. a. mit Hilfe von Computertomographie (CT) mit hoher Auflösung
- Reinraum für Anwendungen der Mikroelektronik
- Reinräume für Beschichtungsverfahren und Biomaterialien
- Labor mit GMP-nahem Standard für die Materialentwicklung im Bereich Gesundheit
- Bio S1- und S2 Labors mit Bioreaktoren und Infrastruktur für präklinisches Testing
- Bio imaging und spezifische Charakterisierungsverfahren
- TPA-Anlage für 3D-Strukturierung mit Laserdirektschreibverfahren
- Analytische Geräte und Methodenentwicklung für die Untersuchung von Umweltwirkungen auf Materialien (Klima- und Bewitterungstests, sensorgestütztes Umweltbeobachtung)
- Test- und Prüfzentrum für den Prototypenbau und die Kleinserienfertigung von Forschungsgeräten
- Open-Access Pilotanlage zur Herstellung funktionalisierter Partikel

## Standorte
- Hauptsitz: Würzburg (Fraunhofer ISC und Fraunhofer-Translationszentrum Regenerative Therapien)
- Außenstelle Kloster Bronnbach: Zentrum für Geräteentwicklung und Anlagenbau, Internationales Zentrum für Kulturgüterschutz und Konservierungsforschung
- Bayreuth: Fraunhofer-Zentrum für Hochtemperaturleichtbau (HTL)
- Hof-Münchberg: Fraunhofer-Anwendungszentrum Textile Faserkeramiken